# Viduus
Viduus est une divinité de la mythologie romaine peu connue, dont le rôle est de séparer l'âme du corps au moment de la mort.

## Étymologie
Viduus signifie littéralement "celui qui divise" en latin, et proviendrait de viduare, "être veuf".
Plusieurs auteurs antiques ont donné une signification latine de son nom :
- IIe siècle av. J.-C. Plautus donne : veuf, veuve, dont le conjoint est mort
- Ier siècle av. J.-C. Horatus donne : privé de

## Citations
Viduus est cité par Cyprien dans De vanitate idolorum, dans lequel il est précisé qu'aucun autel n'a été érigé à Viduus dans la ville de Rome :
«In tantum vero Deorum vocabula apud Romanos figuntur ut sit et apid illos viduus Deus, qui anima corpus viduet, qui quasi feralis et funebris intra muros non habetur, sed foris, collocatur.»